# 大隊戦術群
大隊戦術群（だいたいせんじゅつぐん、ロシア語: Батальонная тактическая группа, tr. batal'onnaya takticheskaya gruppa、略称: БТГ BTG ベーテーゲー、英: Battalion Tactical Group, 略称: BTG）または大隊戦術グループは、ロシア陸軍の、高い水準の即応能力を持った諸兵科連合機動部隊である。大隊戦術群は一般的には、防空、砲兵、工兵、および後方支援部隊で増強された、2から4個中隊の大隊（典型的には機械化歩兵）から構成され、陸軍守備旅団から形成される。戦車中隊およびロケット砲も一般的にこういった集団を強化する。大隊戦術群は2013年から2015年のロシアによるウクライナへの軍事介入時（特にドンバス戦争）の主力を構成した。
ロシア国防大臣セルゲイ・ショイグによれば、2021年8月の時点で、ロシアはおよそ170個大隊戦術群を有していた。各大隊戦術群は約200人の歩兵を含む、おおよそ600人から800人の将校および兵士を有し、典型的にはおおよそ10台の戦車と40台の歩兵戦闘車を含む車両が配備されている。
フランス陸軍の統合戦闘群（GTIA）に相当する。
以下、大隊戦術群はBTGと略して呼称する。

## 歴史

### 総説
ソ連陸軍は、早ければ第二次世界大戦に、1-2個戦車中隊、1-2個歩兵中隊、および砲兵中隊からなる諸兵科連合大隊を試みていた。これは、機動戦闘のための柔軟かつ快速部隊として運用するためであった。しかし、運用レベルでの柔軟性および戦術レベルでの剛性の重視、そしてこういったモデルに必要な専門下士官の不足は、当時のソ連においてこのような部隊の形成を阻害した。しかしながら、予備兵の大きな動員なしに素早く展開することができる常備部隊の欠如は、ソビエト時代を通して、特にアフガニスタンにおけるソビエトの展開時に、問題があると認識された。BTGは、緊急展開のための小規模で戦備を整えた部隊を編制する手っ取り早い手段としてアフガニスタンにおける戦争中にソビエト陸軍で初めて見られた。
第一次・第二次チェチェン戦争と2008年のロシア–ジョージア戦争中に、当時ロシア軍の主力を構成していた旅団と師団の人員と装備の不足に起因して、急場しのぎとしてその場限りのBTGがロシア陸軍で編制された。ジョージア戦争を受け2008年10月、ロシア国防省は、常設の即応旅団を創設することによってロシア陸軍を再編する予定であると発表したが、2009年11月にアナトーリー・セルジュコフが国防大臣を罷免されてショイグが後任となった後、ロシア軍ではこの計画は見送られ、守備旅団内に常設の即応大隊戦術群を創設することが選択された。これは、徴兵ではなく志願兵のみによって構成される計画であった。ロシアのインテルファクス通信が引用した情報源によれば、即応旅団ではなく大隊戦術群が選択された理由は、人的資源が不足しているために旅団の定員を満たすことが不可能だと判断されたからであった。

### ロシア–ウクライナ戦争において
2016年7月-9月版の米国軍事雑誌Armorに引用されたロシア–ウクライナ戦争の報告によると、BTGはウクライナに展開するロシア部隊の主力を構成しているという。これらのBTGは、1個戦車中隊、3個機械化歩兵中隊、2個対戦車中隊、2から3個砲兵中隊、および2個防空中隊から構成されている。ドンバス戦争の時に展開したBTGの大半は、ロシアの第49軍および第6戦車旅団に由来していたが、この時のBTGはロシア陸軍のほぼ全ての野戦軍から配置されていた。一般的にBTGは、展開されている旅団と比べておよそ半分の装備と人員から構成され、志願兵の割合は部隊の全体の3分の1であった。

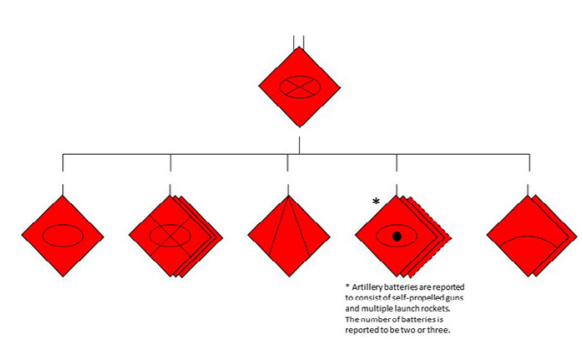
米国の軍事雑誌Armorによって発表された、ロシアの大隊戦術群の組織図。

ウクライナにおける戦争においてBTGが関与した戦闘には、マリウポリの戦い、第二次ドネツク空港の戦い、デバルツェボの戦いなどがある。
ドンバス戦争の後、2016年にロシア連邦軍参謀総長ワレリー・ゲラシモフは2018年までにBTGの数を96から125に拡大する計画を発表した。同時に、ゲラシモフは、BTGには2018年までに主として志願兵が配備されるとも発表した。2018年9月までに、ゲラシモフは、ロシアが126の「常設即応」大隊戦術群を持つと主張した。6か月後の2019年3月、国家院（下院）で演説したショイグは、ロシアは136個のBTGを保有していると主張し、2021年8月までにおよそ170のBTGを保有する予定だと主張していた。
2021年3月から4月にロシアとウクライナとの間の緊張が高まっている中、米国当局はロシアのおよそ48個のBTGがウクライナとの国境へと移動したと推定した。一方ウクライナ当局は、より多い56個のBTGが国境へと移動したと推定していた。2021年末のロシアとウクライナ間の国境における緊張の中、米国当局はウクライナと相対したロシア軍の部隊は2022年1月までに100個BTGに達し、2021年12月までには既に50個のBTGが配置に付いているであろう、と見積った。

## 長所と短所
こうした下位の組織レベルにおける重火器を含む諸兵科連合部隊は、重火器のより容易な運用を可能にし、それらを戦術的に使用できるようにする。BTGは、こういった権限が委譲された重火器を持たない米国の旅団戦闘団（BCT）よりも長距離から、敵性部隊と交戦することができる。ロシア陸軍では、最大2つのBTGが1個旅団を構成する。師団および連隊は旅団に取って代わられている。
しかしながら、旅団戦闘団（BCT）と比較してBTGは規模が小さく、人員は相対的に不足しているため、BTGの側方や後方の安全は、代理軍隊や準軍事組織など（例えばドンバス戦争における親ロシア民兵組織）に依存している。BTGの司令官は、セキュリティー対策が施されていない、携帯電話といった信頼性を欠く手段を通して代理軍隊と連絡を取る可能性が高い。ロシアの法律によって、徴集兵がロシア国外においてBTGに従事することは禁止されている。ロシア国外では、BTGの多数は志願兵からなる。BTGはBCTなどに比べると人員が少ないため、BCTの司令官よりも市街戦を行わない傾向にある。また、人員や設備は主として大規模な部隊との共食いによって賄われるため、長期的な運用の持続性にも疑問が呈されている。

## 大隊戦術群の編制

### 2014年～2015年にかけての編成
第200独立親衛自動車化狙撃旅団の大隊戦術群の編成
- 自動車化狙撃大隊
- 戦車中隊
- 自走榴弾砲大隊
- 防空小隊
- 工兵分隊
- 支援部隊
- 支援小隊（自動車化狙撃部隊）
- 支援小隊（砲兵大隊）